# PKO Bank Polski
Die Bank Powszechna Kasa Oszczędności Bank Polski Spółka Akcyjna (PKO Bank Polski S.A., PKO BP S.A., „Allgemeine Sparkasse – Polnische Bank Aktiengesellschaft“) ist die größte Bank Polens mit Sitz in Warschau.
Das Unternehmen ist an der Warschauer Wertpapierbörse im Aktienindex WIG30 gelistet.

## Geschichte
Am 7. Februar 1919 wurde die Pocztowa Kasa Oszczędności („Postsparkasse“) gegründet und Hubert Linde zu ihrem ersten Präsidenten bestimmt. Sitz der Bank wurde Warschau und Zweigstellen wurden in Katowice, Krakau, Lwów (Lemberg), Łódź und Posen eröffnet.
1928 übernahm Henryk Gruber die Leitung der Bank, die inzwischen 128.000 Sparkonten verwaltete. Zu Beginn des Zweiten Weltkriegs verfügte die PKO über 3,4 Millionen Konten mit einem Gesamtanlagevolumen von 0,8 Mrd. Złoty (1938), einer Bilanzsumme von 1,2 Mrd. Złoty (1938) und etwa 2.000 Mitarbeitern.
Während des Krieges wurden von der deutschen Besatzungsverwaltung einige Filialen geschlossen.
Nach dem Einmarsch der Roten Armee wurde die Pocztowa Kasa Oszczędności bereits im April 1945 wieder als polnische Bank aktiv. 
Am 1. Januar 1950 wurde die Pocztowa Kasa Oszczędności aufgelöst und ihre Filialnetz von der neugegründeten Powszechna Kasa Oszczędności („Allgemeine Sparkasse“) übernommen. 
1974 besaß das Unternehmen ca. 15.000 Mitarbeiter. Ein Jahr später wurde die Bank in die Zentralbank Polens eingegliedert.
1987 wurde PKO wieder eigenständig und hieß nun Powszechna Kasa Oszczędności Bank Państwowy („Allgemeine Sparkasse – Staatsbank“).
Am 12. April 2000 wurde das Unternehmen in eine Aktiengesellschaft umgewandelt und firmiert seitdem als Powszechna Kasa Oszczędności Bank Polski Spółka Akcyjna (PKO Bank Polski).
Bis zum Börsengang am 10. November 2004 war das Unternehmen vollständig im Besitz des polnischen Staates.

### PKO Bank Polski heute
Die Unternehmensgruppe Grupa PKO Banku Polskiego, deren Mutterunternehmen PKO Bank Polski S.A. ist, verfügt über acht Unternehmen, die unter direkter Kontrolle der Bank stehen, und fünf weitere, die unter indirekter Kontrolle der Bank stehen und vollkonsolidiert werden.
Als Rechnungslegungsvorschriften werden die IFRS angewandt.
Im Jahr 2019 wurde ein Nettogewinn von ca. 4,3 Milliarden Złoty erwirtschaftet.:5

## Aktionärsstruktur
Das Grundkapital der Gesellschaft beträgt 1.250.000.000  Złoty und verteilt sich auf 312.500.000 Namensaktien der Serie A sowie insgesamt 937.500.000 Inhaberaktien der Serien A bis D zum Nennwert von je 1,00 Złoty.:103
| Aktionär                                          | Anzahl gehaltener Aktien | Anteil am Grundkapital | Stimmrechtsanteil |
| ------------------------------------------------- | ------------------------ | ---------------------- | ----------------- |
| Polnischer Staat                                  | 367.918.980              | 29,43 %                | 29,43 %           |
| Nationale Nederlanden OFE (offener Pensionsfonds) | 94.500.000               | 7,56 %                 | 7,56 %            |
| Aviva OFE (offener Pensionsfonds)                 | 88.010.319               | 7,04 %                 | 7,04 %            |
| Streubesitz                                       | 699.570.701              | 55,97 %                | 55,97 %           |